# 49118 Sergerochain
49118 Sergerochain è un asteroide della fascia principale. Scoperto nel 1998, presenta un'orbita caratterizzata da un semiasse maggiore pari a 2,738565 UA e da un'eccentricità di 0,119370, inclinata di 13,111245° rispetto all'eclittica.